# Lagartera
Lagartera és un municipi de la província de Toledo, a la comunitat autònoma de Castella la Manxa. Limita amb Candeleda i Poyales del Hoyo al nord, a la província d'Àvila, Oropesa a l'est i sur, Torrico al sud, i Herreruela de Oropesa, Calzada de Oropesa i la devesa de Villalba, segretat d'Oropesa.

## Demografia
| 1996  | 1998  | 1999  | 2000  | 2001  | 2002  | 2003  | 2004  | 2005  | 2006  |
| ----- | ----- | ----- | ----- | ----- | ----- | ----- | ----- | ----- | ----- |
| 1.939 | 1.891 | 1.870 | 1.839 | 1.813 | 1.762 | 1.701 | 1.652 | 1.621 | 1.556 |

## Administració
| Període      | Nom de l'alcalde/-essa    | Partit polític | Data de possessió |
| ------------ | ------------------------- | -------------- | ----------------- |
| 1979 - 1983  | Rufino Santillana Otero   | PSOE           | 19/04/1979        |
| 1983 - 1987  | Máximo Santillana Garía   | PSOE           | 28/05/1983        |
| 1987 - 1991  | Benjamín Otero Corrochano | PSOE           | 30/06/1987        |
| 1991 - 1995  | Benjamín Otero Corrochano | PSOE           | 15/06/1991        |
| 1995 - 1999  | Benjamín Otero Corrochano | PSOE           | 17/06/1995        |
| 1999 - 2003  | Manuel García Lozano      | PSOE           | 03/07/1999        |
| 2003 - 2007  | Lorenzo Lozano Bermejo    | PSOE           | 14/06/2003        |
| 2007 - 2011  | Lorenzo Lozano Bermejo    | PSOE           | 16/06/2007        |
| 2011 - 2015  | n/d                       | n/d            | 11/06/2011        |
| 2015 - 2019  | n/d                       | n/d            | 13/06/2015        |
| 2019 - 2023  | n/d                       | n/d            | 15/06/2019        |
| Des del 2023 | n/d                       | n/d            | 17/06/2023        |

## Personatges il·lustres
- Fray Juan de los Ángeles (1548 - 1609): escriptor.
- Marcial Moreno Pascual (28-09-1911 - 17-12-1983): pintor.
- Julián García Sánchez (17-02-1919 - 19-03-1998): historiador.